# Иаков (Папавасилопулос)
Епископ Иаков (Каламата — апрель 1995) — архиерей Константинопольской православной церкви, епископ Аргиропольский, викарий Галльской митрополии (1985—1988).

## Биография
Родился в городе Каламате, в Греции.
С 1950 года в сане архимандрита состоял в клире Буэнос-Айресской митрополии.
14 июля 1985 года был хиротонисан в сан епископа Аргиропольского и был викарием Галльской митрополии. 9 июня 1988 года вышел на покой.
Скончался в апреле 1995 года.